# Limosina arcuata
Limosina arcuata är en tvåvingeart som beskrevs av Macquart 1835. Limosina arcuata ingår i släktet Limosina och familjen hoppflugor.
Artens utbredningsområde är Frankrike. Inga underarter finns listade i Catalogue of Life.